# Андреев, Николай Николаевич (артиллерист)
Николай Николаевич Андреев (10 (22) апреля 1871 — ?) — артиллерийский офицер Русской императорской армии, участник русско-японской войны 1904—1905 гг. и герой обороны Порт-Артура, участник Первой мировой войны.

## Биография
Получил образование в кадетском корпусе. В службу вступил 28 августа 1889 года.
С 10 августа 1890 года — подпоручик.
В 1891 году окончил 2-е военное Константиновское училище, был выпущен в артиллерию.
С 10 августа 1894 года — поручик.
С 2 июля 1898 года — штабс-капитан.
С 19 июля 1902 года — капитан Квантунской крепостной артиллерии, начальником которой был генерал-майор В. Ф. Белый.
C января 1904 года Андреев находился в Порт-Артуре.
21 июля 1904 года Высочайшим приказом пожалован за отличия в делах против японцев орденом Св. Анны 4-й степени с надписью «за храбрость».
24 октября 1904 года награждён орденом Святого Георгия IV класса. Наиболее отличился в боях 2 и 3 августа. Из телеграммы А. М. Стесселя:

«Два дня японцы атаковывали Угловые горы, что у бухты Луиза. Все их атаки отбиты; Угловая, Высокая и Дивизионная — в наших руках. Потери неприятеля очень велики. Особенно отличились: генерал Кондратенко, полковник Ирман, подполковник Иолшин, артиллерии капитан Андреев и начальники охотничьих команд. Сегодня утром перед нашими передовыми постами явился японский парламент майор Ямаоки с письмом за подписью генерала Ноги и адмирала Того с предложением сдать крепость. Разумеется, предложение отвергнуто. Имею счастье донести, что войска в отличном состоянии и дерутся героями».

Степанов А. Н. в своем романе «Порт-Артур» так описывает Андреева:

«В офицерском флигеле Звонарев застал нового командира Электрического Утеса, капитана Николая Николаевича Андреева. Высокого роста, широкоплечий, с расчесанной надвое скобелевской бородой, он имел бы представительный вид, если бы не беспрерывно трясущиеся после контузии голова и руки».

В 1905 году после капитуляции гарнизона вместе с другими офицерами был интернирован и отправлен в Японию. За время войны был ранен и контужен.
На 15 мая 1913 года служил в Варшавской крепостной артиллерии.
С 6 мая 1914 года — полковник.
В октябре 1914 года после налетов германских аэропланов на Варшаву зенитно-артиллерийская оборона города подверглась существенной перестройке. Так, в Варшавской крепостной артиллерии было проведено новое распределение рот по отделам и участкам с расширением фронта позиций до 3-го форта. 1-й отдел (Вольский) возглавил полковник Н. Н. Андреев.
16 октября 1914 года в Варшавскую крепостную артиллерию поступили 75-мм морские орудия. С поступлением морских орудий была поставлена задача проведения их полевых испытаний. В этой связи полковник Н. Н. Андреев, ответственный за эти испытания, обратился со служебной запиской к командующему Варшавской крепостной артиллерии. Из служебной записки полковника Н. Н. Андреева от 1 ноября 1914 года:

… Не понимаю, как организовать стрельбу… из 75-мм орудий. Орудия же… специально приспособлены для стрельбы по аэропланам и «цеппелинам», то есть по целям воздушным и подвижным. У нас же на полигоне нет даже неподвижной цели воздушной, а следовательно, по чему же будем стрелять? По-моему, орудия следует прямо (ставить) на позицию (все четыре) у г. дв. (господского двора — прим. авт.) Влахи. Там мы организуем с ними занятия прямо при орудиях, а когда появится цель… — командир батареи поведет пристрелку и увидит чего нужно…. Прошу также объявить в приказе по части, что по воздушным целям можно стрелять и в том случае, если неприятель летит над городом…— РГВИА. Ф.13127. Д.271. Л.89
В апреле 1915 года полковник Н. Н. Андреев — командир 3-й позиционной противоаэростатной батареи, которая получила задачу обеспечить зенитное прикрытие штаба Северо-Западного фронта, дислоцирующегося в Варшаве.
29 мая 1915 г. Н. Н. Андреев назначен командиром 3-го Сибирского тяжелого артиллерийского дивизиона. С 28 апреля 1917 г. — командующий 1-й Сибирской стрелковой артиллерийской бригадой.

## Награды
- Орден Святого Станислава 3-й степени — 1898
- Орден Святой Анны 4-й степени с надписью «за храбрость» (21.06.1904)
- Орден Святого Георгия IV класса (24.10.1904)
- Орден Святой Анны 2-й степени — 1907
- Орден Святого Владимира 4-й степени с бантом за 25 лет службы — 1909